# Federico Pérez Rey
Federico Pérez Rey, nascut a Alemanya l'11 de setembre de 1976, és un filòleg, humorista, guionista i actor gallec.

## Trajectòria
Va néixer a Alemanya de pares gallecs i es va criar a Mazaricos, d'on prové la seva família. a començar a fer teatre en la seva joventut i va estudiar filologia gallega a Santiago de Compostel·la. Al final de la seva carrera, va treballar com a assessor lingüístic a la sèrie Mareas vivas, en la qual també va aparèixer com a actor en un episodi. Després va passar a treballar a Terra de Miranda com a assessor lingüístic i també com a guionista, aquesta darrera tasca que també va realitzar a Pequeno Hotel, O rei da comedia, As leis de Celavella, Máxima Audiencia, Zapping Comando i O show dos Tonechos. La seva faceta com a actor va cobrar més importància a partir del 2003 apareixent com a secundària en sèries de televisió i pel·lícules com Un paso adelante, Pepe Carvalho, Libro de familia, As leis de Celavella, O show dos Tonechos, Los hombres de Paco, Pepe o inglés o la guanyadora de l'Oscar Mar adentro, del qual també va ser assessor lingüístic.
Entre 2007 i 2009va ser un dels actors de l'espectacle de sketch Air Galicia, pel qual va ser nominat per primera vegada als Premis Mestre Mateo de la categoria. de Millor actor protagonista, i des del 2008 i fins al 2014 va interpretar a Josito Raña a l'exitosa sèrie Padre Casares. Durant aquest temps també va tenir altres papers en nombroses sèries i pel·lícules, a Galícia i a l'estranger, com 18 comidas (obra per la qual el Mestre Mateo va ser nominat com a millor actor secundari), Retornos). , Piratas, Matalobos, Outro máis, Encallados o Os fenómenos. Fora de la pantalla, va representar l'obra El florido pénsil, d'Andrés Sopeña Monsalve, al costat dels actors Alfonso Agra, Josito Porto, Morris i Pico, i va recórrer Galícia amb el seu monòleg titulat Ración de Breogán.. Des de 2011 fins a 2019 dona vida a Moncho a Era visto!, paper pel qual va ser nominat sis anys consecutius al Mestre Mateo al millor actor.
El 2015 va iniciar una nova obra teatral, representant l'obra Presidente, de José Luis Prieto, al costat de César Goldi i Iolanda Muíños entre d'altres. El 2016 va actuar per tota Galícia amb l'humorista Xosé Antonio Touriñán, en un espectacle en què van interpretar els detectius Curtis i Teixeiro. Aquell any també va aparèixer episòdicament a les sèries Cuéntame cómo pasó  i  La que se avecina. El 2017 va interpretar al tinent Guillermo Sanesteban durant els tretze capítols de la sèrie d'Antena 3 Tiempos de guerra. El 2018 va participar en la pel·lícula Trote, de Xacio Baño, per la qual va ser premiat com a millor actor secundari a la 17a edició dels Premis Mestre Mateo. També va tenir un petit paper en la pel·lícula L'ombra de la llei i va iniciar una gira amb el seu company Pepo Suevos representant l'espectacle A culpa é do sistema. L'any següent va aparèixer com a secundari a Eroski Paraíso i a l'últim episodi de tercera temporada de la sèrie La casa de papel. El 2020 va treballar a la sèrie de TVE Néboa.

## Filmografia

### Com a actor

#### Televisió
- Mareas vivas (2000).
- Un paso adelante (2003). Com Serafín.
- Pepe Carvalho (2004).
- Libro de familia (2005).
- O show dos Tonechos (2005).
- Los hombres de Paco (2005).
- Pepe o inglés (2006).
- Air Galicia (2007-2009).
- Padre Casares (2008-2014). Com Josito Raña.
- U.C.O. (Unidad Central Operativa) (2007-2009). Com advocat.
- Piratas (2011).
- Matalobos (2011).
- Eduardo Barreiros, o Henry Ford galego (2011). Com Ramón.
- Era visto! (2011-2015). Com Moncho.
- Hospital Real (2015).
- Cuéntame cómo pasó (2016).
- La que se avecina (2016).
- Tiempos de guerra (2017). Com Guillermo.
- La casa de papel (2019).
- Néboa (2020). Com Moncho.
- A lei de Santos (2020-).

#### Cinema
- Mar adentro (2004). Com condutor.
- 18 comidas (2010). Com Tuto.
- Retornos (2010). Com Miguel
- Outro máis (2011). Com Beni.
- Os fenómenos (2014). Com Canicova.
- Los Amigos - La Pinícula (2018). Com Domingo.
- L'ombra de la llei (2018). Com comerciant
- Trote (2018). Com Fran.
- Eroski Paraíso (2019). Com tío de Mazaricos.
- Cuñados (2021). Com Modesto
- As bestas (2022). Com guàrdia civil.[15]

### Com a guionista
- Terra de Miranda (2001).
- Pequeno Hotel (2001).
- O rei da comedia (2002).
- As leis de Celavella (2004-2006).
- Máxima Audiencia (2004).
- O show dos Tonechos (2005).
- Zapping Comando (2006).
- Padre Casares (2011).

## Premis i nominacions

### Premis Mestre Mateo
| Any  | Categoria                 | Títol       | Resultat  |
| ---- | ------------------------- | ----------- | --------- |
| 2007 | Millor actor protagonista | Air Galicia | Nominat   |
| 2010 | Millor actor secundari    | 18 comidas  | Nominat   |
| 2011 | Mellor actor protagonista | Era visto!  | Nominat   |
| 2012 | Mellor actor protagonista | Era visto!  | Nominat   |
| 2013 | Mellor actor protagonista | Era visto!  | Nominat   |
| 2015 | Mellor actor protagonista | Era visto!  | Nominat   |
| 2016 | Mellor actor protagonista | Era visto!  | Nominat   |
| 2017 | Mellor actor protagonista | Era visto!  | Nominat   |
| 2018 | Millor actor secundari    | Trote       | Guanyador |
| 2007 | Millor actor protagonista | Cuñados     | Nominat   |